# San Isidro (Madrid)
San Isidro es el barrio n.° 113 de la ciudad de Madrid, uno de los siete que componen el distrito de Carabanchel. Cuenta con 40.122 habitantes (Padrón Municipal, 2007).
Está situado entre la Vía Carpetana y la calle del General Ricardos, y entre la Avenida de Nuestra Señora de Valvanera y el río Manzanares, al suroeste de la capital.
Toma su nombre de uno de sus lugares más importantes y concurridos, la pradera de San Isidro, donde cada año se celebra la festividad del patrón de Madrid.
En el barrio habitan distintas colonias de viviendas históricas, entre ellas, la Colonia del Camino Alto de San Isidro o Colonia Hoteles del Monopoly. Edificada a finales del siglo XX (en 1991) sustituyendo a un antiguo poblado chabolista en el margen izquierdo de la Calle General Ricardos. Destaca por sus imponentes bloques lineales compactos que recuerdan a los hotelitos rojos del Monopoly.    
La colonia se encuentra situada entre la Estación de Urgel y la Estación de Marqués de Vadillo de la Línea 5 (Metro de Madrid). Su proximidad al Parque de San Isidro y al Parque de Madrid Río convierten a estas viviendas en un enclave lúdico y cultural.   

## Transportes
Metro: podemos encontrar las siguientes estaciones: Marqués de Vadillo, Urgel y Oporto a lo largo de General Ricardos línea , la estación de línea Carpetana  ya en la linde oeste.
| Línea Metro | Estaciones en San Isidro, Carabanchel |
| ----------- | ------------------------------------- |
|             | Marqués de Vadillo, Urgel, Oporto     |
|             | Carpetana                             |

Autobús: Varias líneas comunican el barrio con el centro y otros distritos la más importante es la Línea 35 que recorre General Ricardos y llega hasta el Rastro en el centro de la ciudad
La calle principal del barrio es General Ricardos enlaza con el centro de la capital y con la M-30 así como con otros barrios del distrito de Carabanchel.

## Calles importantes
General Ricardos:

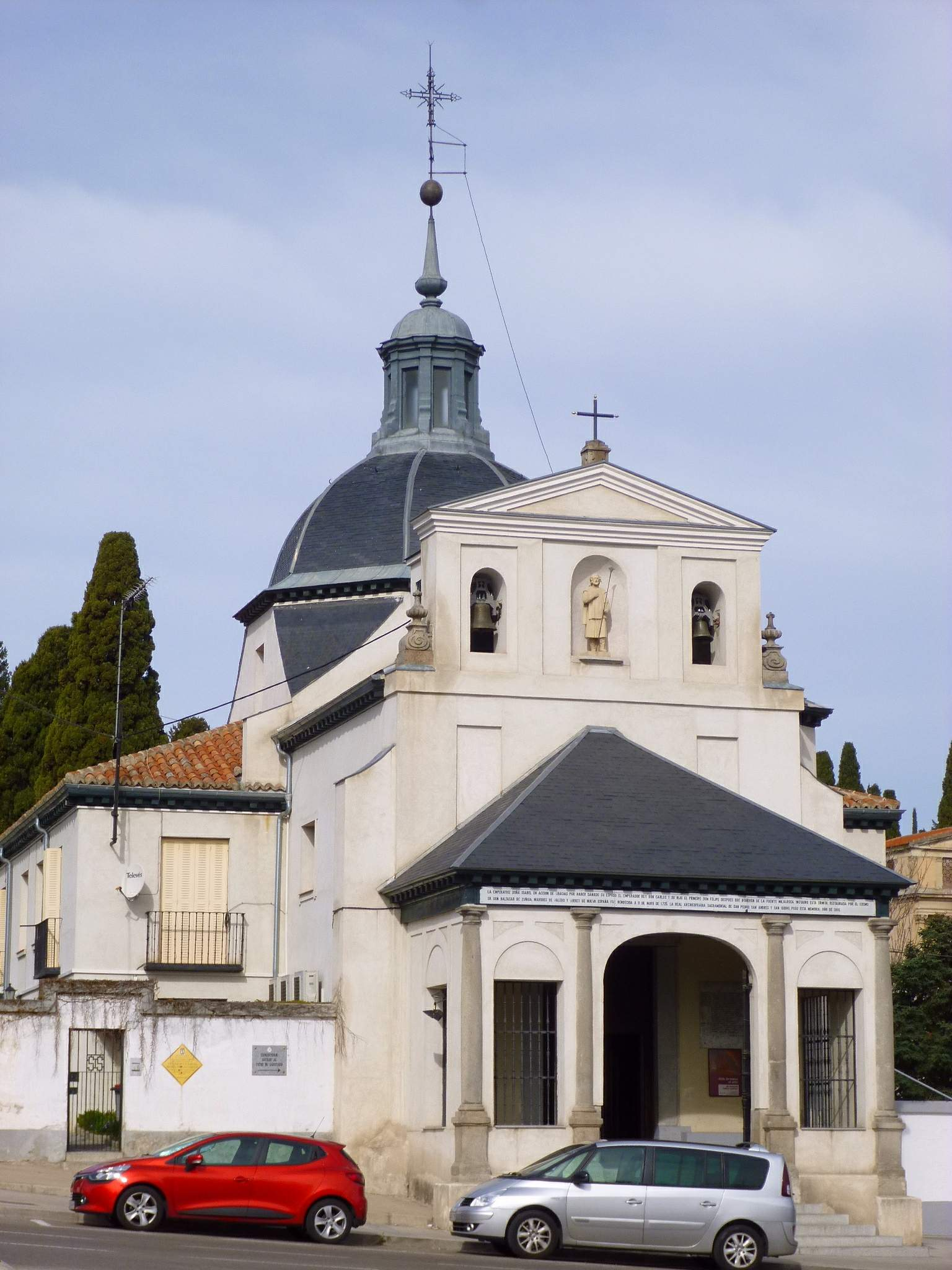
Ermita de San Isidro, junto al cementerio del mismo nombre

Una de las calles más importantes de Carabanchel es General Ricardos, ya que prácticamente atraviesa todo el distrito. Comienza en Marqués de Vadillo y finaliza en Eugenia de Montijo.
Por esta zona circulan las líneas de autobuses 108 (Carabanchel Alto-Urgel), 118 (Carabanchel Alto-Embajadores), 34 (Cibeles-Av.de las Águilas) y 35 (Plaza Mayor-Carabanchel Alto), que recorren gran parte de la calle General Ricardos.
Camino Alto de San Isidro
Vía Carpetana
Paseo 15 de Mayo

## Cementerios
En la Calle del Comandante Fontanes número 7 se halla el Cementerio británico (Madrid) propiedad de la Corona británica.
El Cementerio de la Sacramental de San Justo en el Paseo de la Ermita del Santo.
Tanatorio de San Isidro en el Paseo del Quince de Mayo.

## Fiestas

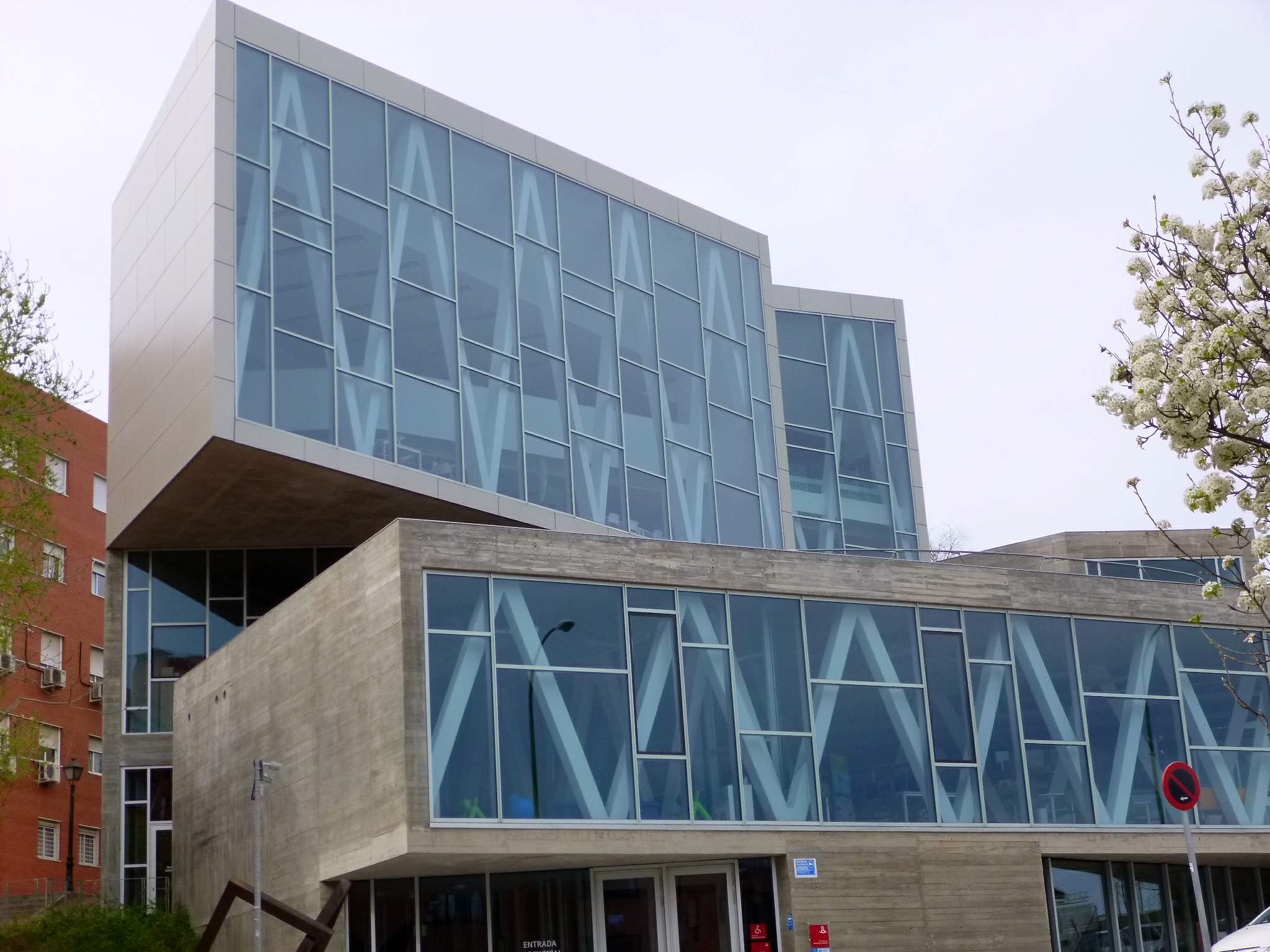
La Biblioteca Pública Municipal Ana María Matute, inaugurada en 2012

Las fiestas del barrio son alrededor del día 15 de mayo "San Isidro" y se celebran en la Avenida homónima y alrededores (Pradera de San Isidro).

## Educación
En el barrio de San Isidro destacan dos colegios públicos, uno concertado y un instituto público; que destaca por tener fp básica, de grado medio, superior y bachillerato.